# Madrid Deep Space Communication Complex

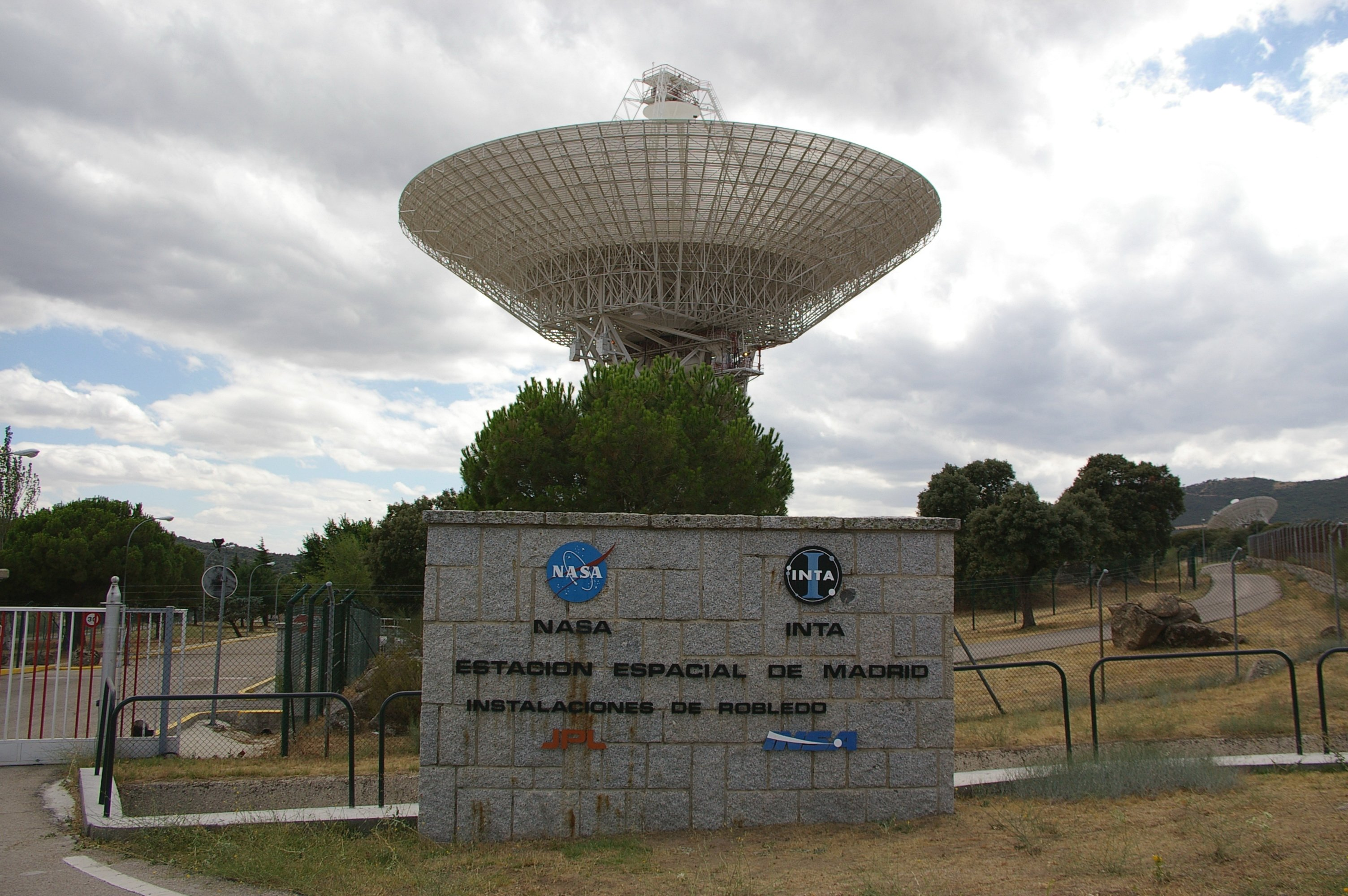
Vista del complesso MDSCC con la sua antenna di 70 metri.

Il Madrid Deep Space Communication Complex (MDSCC) è l'unica installazione della NASA in Spagna. Ha sede a Madrid e collabora con il l'istituto INTA (Instituto Nacional de Técnica Aeroespacial Esteban Terradas). La sua prima antenna è stata installata nel 1965 per la missione Mariner.

## Installazione
La prima antenna, denominata DSS-61, attualmente viene utilizzata nel progetto educativo denominato "PARTNER". La seconda antenna, denominata DSS-66, fu installata per il supporto alla missione Apollo. La terza antenna (DSS-63), situata come la seconda e la terza, a Robledo de Chavela, fu installata per seguire la sonda Voyager nel momento in cui la sua missione fu allargata oltre Saturno. Esistono, inoltre, altre antenne per usi differenti. Oltre al complesso di antenne per la tracciabilità delle missioni spaziali, adiacente all'installazione si trova un museo della NASA che può essere visitato a richiesta degli interessati.
Il complesso è composto da un totale di sei antenne con le seguenti dimensioni: una di 70 metri (DSS-63), tre di 34 metri (DSS 65, DSS 54, DSS 55) e una da 26 metri (DSS-66). È stato inaugurato nel 1964 e rientra nel programma Deep Space Network.

## Partecipazione al progetto Apollo

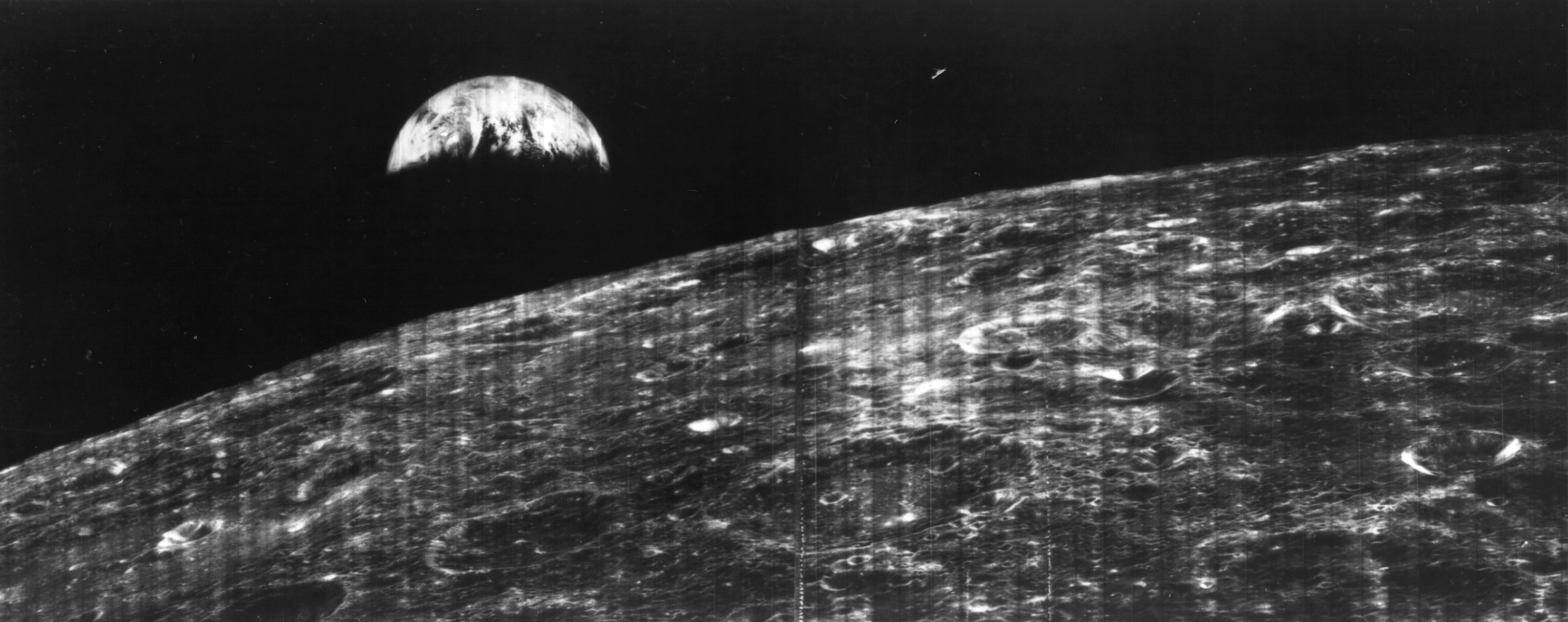
La prima foto della Terra vista dalla Luna fu trasmessa nel 1966 dal Lunar Orbiter alle antenne del complesso MDSCC.

Una delle antenne di 34 metri del complesso fu utilizzata come supporto, unitamente alle altre antenne del Deep Space Network, al volo della missione Apollo 11 nel 1969, prima missione di approdo sulla Luna. Anche le altre missioni Apollo si avvalsero del supporto dell'MDSCC.

## Supporto ad altre missioni NASA
Le seguenti missioni NASA si avvalgono, o si sono avvalse, del supporto del centro MDSCC:
- La sonda europea Venus Express (ESA, in collaborazione con la NASA).
- La sonda Cassini-Huygens, nella sua missione verso Saturno.
- Le due sonde Voyager, che partirono dalla Terra negli anni settanta e che, attualmente, stanno lasciando il sistema solare.
- Nonostante le immense distanze, si riescono ancora a percepire i segnali della sonda Pioneer 10, che si trova anch'essa ai limiti Sistema Solare, nonostante la sua missione sia terminata da anni.
- Il centro MDSCC è utilizzato in prevalenza anche per le comunicazioni con la nuova sonda Mars Reconnaissance Orbiter, in orbita intorno a Marte.